# تاتیانا گروشکووا
تاتیانا گروشکووا (به انگلیسی: Tatiana Groshkova) ژیمناست زادهٔ ۱۶ دسامبر ۱۹۷۳ میلادی اهل کشور روسیه است.